# حصلنا الرعب (فلم)
حصلنا الرعب فيلم كوميدي مصري من إنتاج سنة 2014. الفيلم من إخراج طارق عبد المعطي، وتأليف طارق عبد المعطي، وإنتاج أحمد شومان، ومن بطولة أحمد الجارحي، وبدرية طلبة، وأيمن قنديل، وعبد الله مشرف، وسارة سلامة.

## ملخص القصة
يقوم طالبان برحلةٍ لمنطقة العجمي في محافظة الأسكندرية ويظنان أنها رحلة عادية، حيث إن الهدف من تلك الرحلة استكمال بعض المشاريع العملية والدراسات الخاصة بدراستهما. ولكن سرعان ما تسلك الأمور طريقًا تقلب حياتهما رأسًا على عقب بشكلٍ مثيرٍ وغريبٍ. جميع مشاكل الرجلين تتعلق بجمجمة خاصة بمهمتها ولعلها هي التي وراء كل تلك المشاكل والتعقيدات. يحاول الصديقان الوصول لمخرجٍ من دوامة الكوارث التي وقعا فيها.

## طاقم التمثيل
- أحمد الجارحي
- بدرية طلبة
- أيمن قنديل
- عبد الله مشرف
- سارة سلامة
- محمد شرف
- عادل شرف
- محمد المرشدي
- جمال حجازي
- ميدو إبراهيم
- هشام شرف
- شريف حسن
- ديمتري نعيم
- محمد العيسوي
- ميلاد
- دينا حسن
- سيد يونس
- عماد مجاهد
- سعيد عبد النعيم
- ياسمين عمر